# Livno
Livno (kyrilliska: Ливно) är en stad i kommunen Livno i Kanton 10 i västra Bosnien och Hercegovina. Staden är kantonens huvudort och ligger cirka 114 kilometer väster om Sarajevo. Livno hade 7 927 invånare vid folkräkningen år 2013.
Av invånarna i Livno är 62,08 % kroater, 32,98 % bosniaker, 1,82 % serber och 0,50 % albaner (2013).
Livno är känd för sin ost kallad Livanjski sir (Livnoost).